# William Howard Hearst

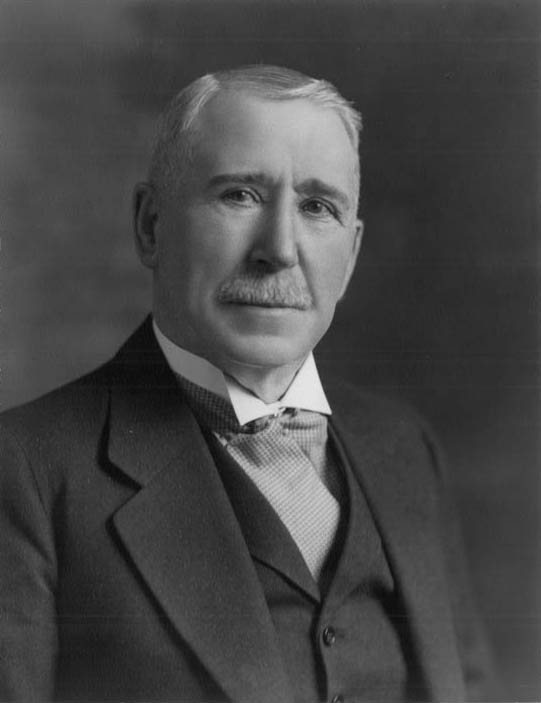
Sir William Hearst, um 1930

Sir William Howard Hearst KCMG (* 15. Februar 1864 in Arran Township, Provinz Kanada; † 29. September 1941 in Toronto, Ontario) war ein kanadischer Politiker, der zwischen 1914 und 1919 Vorsitzender der Conservative Party of Ontario sowie zeitgleich von 1914 bis 1919 Premierminister von Ontario war.

## Leben
Hearst begann nach dem Schulbesuch ein Studium der Rechtswissenschaften an der Osgoode Hall Law School der York University und nahm nach dessen Abschluss sowie erfolgter anwaltlicher Zulassung 1888 eine Tätigkeit als Rechtsanwalt in Sault Ste. Marie auf.
Seine politische Laufbahn begann Hearst, als er bei den Wahlen vom 8. Juni 1908 erstmals zum Mitglied der Legislativversammlung von Ontario gewählt wurde und in dieser bis zum 23. September 1919 den Wahlkreis Sault Ste. Marie vertrat.
Am 12. Oktober 1911 wurde er von Premierminister James Whitney in die Regierung der Provinz Ontario gerufen und fungierte bis zum 2. Oktober 1914 als Minister für Ländereien, Forsten und Bergbau.
Nach dem Tod von Premierminister Whitney am 25. September 1914 wurde Hearst am 2. Oktober 1914 dessen Nachfolger und 7. Premierminister von Ontario. Dieses Amt bekleidete er bis zum 14. November 1919. Zugleich fungierte er bis zum 22. Dezember 1914 weiterhin als Minister für Ländereien, Forsten und Bergbau und war später zwischen dem 19. Dezember 1916 und dem 23. Mai 1918 auch Landwirtschaftsminister. Unter dem Einfluss der Vereinigten Staaten führte die Regierung von William Hearst 1916 die Alkohol-Prohibition ein. Privatpersonen konnten jedoch Schnäpse für den Eigengebrauch brennen und Unternehmen durften weiterhin für den Export produzieren. Dies führte zu einem regen Schnapsschmuggel in die USA, wo Alkohol gänzlich verboten war.
Bei den Wahlen zur Legislativversammlung am 20. Oktober 1919 erlitt die Conservative Party eine empfindliche Niederlage. Während sie bei den noch unter Premierminister Whitney am 29. Juni 1914 noch 84 Sitze erhielt, verlor sie jetzt 59 Mandate und war mit 25 Sitzen im 111-köpfigen Parlament nur noch drittstärkste Kraft. Wahlsieger waren die United Farmers of Ontario, die aus dem Stand auf 45 Mandate kamen und damit stärkste Fraktion in der Legislativversammlung wurden. Zweitstärkste Kraft wurde die Ontario Liberal Party, die sich leicht um drei Sitze verbessern konnte und jetzt 29 Abgeordnete stellte. Auf dem vierten Platz kam die Labour Party, die bisher nur einen Abgeordneten stellte und jetzt auf elf Mandate kam. Darüber hinaus war ein Abgeordneter der Soldier Party im Parlament vertreten.
Am 14. November 1919 bildete Ernest Charles Drury von den United Farmers eine Koalitionsregierung mit der Labour Party. Hearst, der auch nicht mehr Mitglied der Legislativversammlung war, verlor damit auch sein Amt als Premierminister und zog sich aus dem politischen Leben zurück und nahm seine Tätigkeit als Rechtsanwalt wieder auf. Sein Nachfolger als Vorsitzender der Conservative Party of Ontario wurde Howard Ferguson.
Für seine Verdienste wurde Hearst 1917 zum Knight Commander des Order of St. Michael and St. George (KCMG) geschlagen und führte danach den Namenszusatz „Sir“. Er war 1922 auch Präsident des Empire Club of Canada sowie zeitweise Mitglied der International Joint Commission, eine Kommission zur Beilegung von Grenzstreitigkeiten zwischen Kanada und den USA.